# سفارة دولة فلسطين لدى غانا
سفارة دولة فلسطين لدى غانا هي الممثلية الدبلوماسية العُليا لدولة فلسطين لدى غانا. تقع السفارة في أكرا.

## التاريخ
تأسس مكتب ممثلية منظمة التحرير الفلسطينية في غانا عام 1986، وفي عام 1988 تحول إلى سفارة دولة فلسطين.

## قائمة السفراء
| الترتيب | رئيس البعثة الدبلوماسية | صورة | تاريخ التعيين  | تاريخ الاعتماد الدبلوماسي | تاريخ انتهاء المهام | ملاحظات                                                |
| ------- | ----------------------- | ---- | -------------- | ------------------------- | ------------------- | ------------------------------------------------------ |
|         | إبراهيم خليل نعيم عمر   |      | ؟              | ؟                         | 11 فبراير 2006      |                                                        |
|         | سعدي محمد الطميزي       |      | 31 أكتوبر 2005 | 30 مارس 2006              | 2009                |                                                        |
|         | رفيق سليم أبو ضلفة      |      | 2009           | 21 ديسمبر 2009            | 2014                | سلّم أوراق اعتماده إلى الرئيس الغاني في 12 فبراير 2010. |
|         | عبد الفتاح السطري       |      |                | 2015                      | لا يزال             |                                                        |